# خدر (نبات)
الخُدر أو الحميمة أو الحرّيق أو شوك الضبع  (باللاتينية: Trichodesma) جنس نباتي ينتمي إلى الفصيلة الحمحمية. يضم هذا الجنس أربعين نوعًا مقبولا إضافة إلى أحد عشر نوعا لم يقرر تصنيفها بعد.

## من أنواعه الواطنة في الوطن العربي
- خدر إفريقي (باللاتينية: Trichodesma africana)
- خدر بواسييه (باللاتينية: Trichodesma boissieri)
- خدر إهرنبرغ (باللاتينية: Trichodesma ehrenbergii)